# Заречненская поселковая община
Заречненская поселковая община (укр. Зарічненська селищна громада) — территориальная община в Варашском районе Ровненской области Украины.
Административный центр — посёлок Заречное.
Население составляет 29646 человек. Площадь — 1097 км².
В соответствии с распоряжением Кабинета Министров Украины от 12 июня 2020 года, в состав общины вошла территория Заречненского поселкового совета, а также Боровского, Вичевского, Дибровского, Кухотско-Вольского, Морочненского, Неньковичского, Новоречицкого, Перекальского, Речицкого и Серникского сельских советов упразднённого Заречненского района.

## Населённые пункты
В состав общины входят 1 посёлок и 30 сёл:
- Посёлок Заречное
  - Иванчицы
  - Чернин
- Боровский старостинский округ:
  - Боровое
  - Млынок
  - Лисичин
- Вичевский старостинский округ:
  - Бродница
  - Бутово
  - Вичевка
- Дибровский старостинский округ:
  - Волчицы
  - Дибровск
  - Зелёная Диброва
- Кухотско-Вольский старостинский округ:
  - Ждань
  - Кухотская Воля
  - Островск
- Морочненский старостинский округ:
  - Морочное
  - Мутвица
- Неньковичский старостинский округ:
  - Коморы
  - Неньковичи
- Новоречицкий старостинский округ:
  - Голубное
  - Новоречица
- Перекальский старостинский округ:
  - Перекалье
  - Речки
  - Тиховиж
- Речицкий старостинский округ:
  - Коник
  - Приветовка
  - Речица
- Серникский старостинский округ:
  - Александрово
  - Бор
  - Серники
  - Соломир